# Wunderlist
Wunderlist war ein kostenloser Onlinedienst zur Verwaltung von Aufgaben und Notizen und ist durch Microsoft To Do ersetzt. Der Dienst ging im November 2010 online und war in über 20 Sprachen verfügbar. Mit fünf Millionen Nutzern und 13,5 Millionen erstellten Listen war sie die beliebteste GTD-Anwendung für Apple iOS, zudem war sie im Juni 2011 die iPhone App der Woche in 104 Ländern. Wunderlist wurde von 6Wunderkinder mit Sitz in Berlin entwickelt, an der Atomico, die e42 GmbH, T-Venture sowie der High-Tech Gründerfonds beteiligt waren.

## Funktionen
- Sinn und Zweck der Anwendung Wunderlist war es, eine Liste offener Punkte zu verwalten.[13]
- Einträge können hierarchisch, alphabetisch oder nach Datum sortiert werden. Erinnerungen sind möglich.
- Aufgaben werden mit einer Beschreibung in Textform versehen, Bilder können ab Version 3 angehängt werden.
- Wunderlist gleicht alle eingegebenen Daten über die Geräte ab, auf denen ein Nutzer angemeldet ist.
- Durch die Integration von Open Graph und lokaler Adressbücher können Freunde eingeladen werden, an der Bearbeitung einer Aufgabe teilzunehmen.

## Geschichte
2009 rief Christian Reber auf Xing nach Mitstreitern zur Entwicklung einer neuen To-do-App auf. Frank Thelen antwortete und gemeinsam entwickelten Reber und Thelen in der Folge die Idee zur Aufgabenverwaltung Wunderlist. Das benötigte Startkapital wurde vom High-Tech Gründerfonds und der e42 GmbH in Höhe von 500.000 EUR bereitgestellt.
Die erste Version von Wunderlist wurde im Herbst 2010 veröffentlicht. Das Programm war zunächst nur für die Betriebssysteme Windows, Linux und macOS erhältlich. Erst im Dezember 2011 folgte die Freigabe der App für das iPhone. Anschließend gaben die Entwickler im Februar 2011 eine Variante für das iPad unter der Bezeichnung Wunderlist HD frei.
Im September 2012 kündigten die Entwickler an, den Online-Dienst Wunderkit einzustellen und stattdessen eine neue Version von Wunderlist veröffentlichen zu wollen. Diese wurde schließlich am 18. Dezember 2012 unter der Bezeichnung Wunderlist 2 freigegeben. Die bedeutendste Änderung im Vergleich zum Vorläufer war die Bereitstellung nativer Apps, die dadurch besser an die Betriebssysteme Android, iOS und Windows Phone angepasst werden konnten. Außerdem wurde ein sogenanntes Activity Center eingeführt, in dem alle Aktivitäten und Mitteilungen des Nutzers zusammengefasst werden.
2013 konnte das Berliner Startup mit Sequoia Capital einen bedeutenden US-Investor gewinnen.
Anfang Juni 2015 wurde 6Wunderkinder und somit auch Wunderlist für 150 Mio. US-Dollar von Microsoft gekauft.
Microsoft kündigte 2017 an Wunderlist endgültig einzustellen und durch den eigenen Service „To Do“ zu ersetzen. Im Dezember 2019 wurde als Zeitpunkt der 6. Mai 2020 genannt.
Am 5. Mai 2020 wurde bekannt, dass Christian Reber als Investor die Entwicklung eines Wunderlist-Nachfolgers vorantreibt, der To-Do-Listen-App Superlist.
Seit 6. Mai 2020 ist Wunderlist nicht mehr verfügbar.

## Wunderkit
Im Januar 2012 wurde die erste Beta-Version von Wunderkit veröffentlicht, das eine Abwandlung von Wunderlist darstellte. Der Online-Dienst war darauf ausgelegt, die Aufgaben mehrerer Personen in Form von Projekten zu synchronisieren, ähnlich einer klassischen Projektverwaltungssoftware. Die Anmeldung war mittels Facebook, Twitter oder einer Registrierung möglich. Im Februar 2012 wurden Apps für den Zugriff auf Wunderkit von mobilen Endgeräten veröffentlicht.
Die grundlegenden Funktionen von Wunderkit waren kostenlos. Zusätzlich existierte ein sogenannter Pro-Tarif, der für 4,99 US-Dollar beispielsweise einen verbesserten Support und eine gemeinsame Abrechnung mehrerer Benutzer ermöglichte. Nach anhaltender Kritik an der Gebührenpflicht wurde im Februar 2012 beschlossen, alle Funktionen von Wunderkit in der finalen Version kostenlos zur Verfügung zu stellen. Noch im gleichen Jahr wurde beschlossen, Wunderkit wieder komplett einzustellen.

## Kritik
Für die Entwicklung der ersten Version von Wunderlist wurde das Framework Titanium eingesetzt. Obwohl damit ein einheitlicher Funktionsumfang auf allen Betriebssystemen sichergestellt wurde, führte seine Verwendung zu Problemen. Beispielsweise wies die iPhone-App Wunderlist viele Programmfehler auf und stürzte häufig ab.